# Stelios Kritikos
Stelios Kritikos, född 10 januari 1986 i Aten i Grekland, är en grekisk fotbollsspelare som sedan 2015 spelar i Apollon Smyrni.
Kritikos spelade i den grekiska storklubben Panathinaikos FC mellan juni 2004 och 2009 och spelade innan det i Pao Academy.